# David Landsborough
Rev. David Landsborough (1779 - 1854) fue un clérigo, botánico, y algólogo escocés.
En 1854, irrumpió una epidemia de cólera en su distrito. Fue asiduo en visitar enfermos y moribundos, pero él mismo sucumbió, después de una breve enfermedad en Saltcoats el 12 de septiembre de 1854.
Descubrió cerca de setenta especies de plantas y animales en Escocia, y bien ganó el título de el Gilbert White de Ardrossan. Recibió el grado de D.D. por una Facultad de EE. UU. en 1849.
En 1817, se casó con Margaret M'Leish, hija de James M'Leish de Port Glasgow, con quien tuvo cuatro varones y tres mujeres. Uno de ellos, William, un explorador australiano; y otro, David, ministro de la iglesia libre de Kilmarnock, editando la obra sobre el Arrianismo con un libro de memorias del escritor (Ardrossan. 1875, 8.º).
Además de las obras mencionadas, de las cuales la Popular History of British Seaweeds alcanzó su tercera edición en 1857, Landsborough publicó Ayrshire Sketches, or Memoirs of J. Charters, H. Cuninghame, and J. Baird, en 1839. 18mo: una serie de biografías religiosas.
Sus contribuciones a 'Annals and Magazine of Natural History' y a "Zoologist' trataron hábitos de los depósitos, en Stevenson del plioceno y post-plioceno.

## Algunas publicaciones

### Libros
- 1851. Excursions to Arran, Ailsa Craig, and the two Cumbraes, with reference to the natural history of these islands: To which are added, directions for laying out seaweeds, and preparing them for the herbarium. Ed. Johnstone & Hunter. 461 pp.

- 1852. A popular history of British zoophytes, or corallines. Opie collection of children's literature. Ed. Reeve and co. 404 pp.

- 1857. A popular history of British sea-weeds: comprising their structure, fructification, specific characters, arrangement, and general distribution, with notices of some of the fresh-water Algae. Ed. Lovell Reeve. 400 pp.

## Honores

### Eponimia
Género de algas
- Landsburgia
- La abreviatura «Landsb.» se emplea para indicar a David Landsborough como autoridad en la descripción y clasificación científica de los vegetales.[2]